# Annibale de Gasparis
Pour les articles homonymes, voir De Gasparis.
Annibale de Gasparis (né le 9 novembre 1819 à Bugnara – mort le 21 mars 1892 à Naples) est un astronome et mathématicien italien.

## Biographie
Annibale de Gasparis naît à Bugnara dans les Abruzzes. 
Il découvre 9 astéroïdes de 1849 à 1865.
De 1864 à 1889 il est directeur de l'observatoire de Capodimonte proche de Naples. Il publie près de 200 mémoires dans les annales de l'Académie de Naples, les comptes rendus de l'Académie des sciences et les Astronomische Nachrichten—notes d'astronomie.
Il a aussi été professeur d'astronomie à l'Université de Naples et sénateur du royaume d'Italie. Il reçoit la médaille d'or de la Royal Astronomical Society en 1851 ainsi que le Prix Lalande de l'Académie des Sciences de 1849 à 1853.
L'astéroïde (4279) De Gasparis, le cratère lunaire De Gasparis ainsi qu'une fracture de 93 km de long partant du bord du cratère portent son nom.
| (10) Hygie      | 12 avril 1849     |
| (11) Parthénope | 11 mai 1850       |
| (13) Égérie     | 2 novembre 1850   |
| (15) Eunomie    | 29 juillet 1851   |
| (16) Psyché     | 17 mars 1852      |
| (20) Massalia   | 19 septembre 1852 |
| (24) Thémis     | 5 avril 1853      |
| (63) Ausonia    | 10 février 1861   |
| (83) Béatrix    | 26 avril 1865     |